# Валхів Яр
Валхів Яр — балка (річка) в Україні у Великобурлуцькому й Вовчанському районах Харківської області. Ліва притока річки Плотви (басейн Дону).

## Опис
Довжина балки приблизно 8,72 км, найкоротша відстань між витоком і гирлом — 7,36  км, коефіцієнт звивистості річки — 1,18 . Формується декількома балками та загатами.

## Розташування
Бере початок у селі Гогине. Тече переважно на північний захід через село Благодатне і впадає у річку Плотву, ліву притоку річки Вовчої.

## Цікаві факти
- Від витоку балки на південній стороні на відстані приблизно 1,26 км пролягає автошлях Т 2104[3] (територіальний автомобільний шлях в Україні, Харків — Старий Салтів — Вовчанськ — Білий Колодязь — Приколотне — пункт контролю Чугунівка. Проходить територією Харківського, Вовчанського і Великобурлуцького районів Харківської області.).
- У XX столітті на балці існували молочно-тваринна ферма (МТФ), газгольдер та газова свердловина[2], а у XIX столітті — декілька вітряних млинів[1].